# 1366
Évszázadok: 13. század – 14. század – 15. század
Évtizedek: 1310-es évek – 1320-as évek – 1330-as évek – 1340-es évek – 1350-es évek – 1360-as évek – 1370-es évek – 1380-as évek – 1390-es évek – 1400-as évek – 1410-es évek
Évek: 1361 – 1362 – 1363 – 1364 –  1365 – 1366 – 1367 – 1368 – 1369 – 1370 – 1371

## Események
- I. Lajos szövetségben a pápával, Savoyában, Padovával, Velencével és a franciákkal hadjáratot vezetett a törökök ellen Bulgáriába (Magyar–török háború (1366–67))

## Születések
- Bohémiai Anna, II. Richárd angol király felesége.
- Hubert van Eyck, németalföldi festő (valószínű időpont).

## Halálozások
- január 24. – IV. Alfonz aragóniai király (* 1299)